# 22628 Michaelallen
22628 Michaelallen è un asteroide della fascia principale. Scoperto nel 1998, presenta un'orbita caratterizzata da un semiasse maggiore pari a 2,4226181 UA e da un'eccentricità di 0,1741673, inclinata di 3,24028° rispetto all'eclittica.